# Rhiza
Rhiza is een geslacht van vlinders van de familie uilen (Noctuidae).

## Soorten
- R. commoda Staudinger, 1889
- R. minuta (Pungeler, 1900)
- R. stenoptera (Boursin, 1970)